# Jan Luitjes
Jan Arnold Luitjes (Werth, 2 september 1759 – Ruurlo, 4 januari 1838) was een Nederlandse burgemeester.

## Leven en werk
Luitjes werd in 1759 in het Pruisische Werth geboren als een zoon van de predikant Johannes Luitjes en Aleijda Baenk. Luitjes was vanaf 1811 achtereenvolgens maire, schout en burgemeester van de toenmalige Gelderse gemeente Ruurlo in de Achterhoek. Luitjes combineerde zijn functie van burgemeester met die van rentmeester van het Kasteel Ruurlo, een functie die hij van 1786 tot 1828 vervulde. In 1828 werd hij als rentmeester opgevolgd door zijn latere schoonzoon Wilhelm Hermannus Kerkhoven.  In 1824 werd Luitjes benoemd tot  secretaris-kerkvoogd van de Hervormde Gemeente van Ruurlo en tevens tot provisioneel administrateur van het college van kerkvoogden en notabelen. In 1830 beschreef Luitjes op verzoek van de gouverneur van Gelderland een gedetailleerd rapport over de woon- en leefomstandigheden in Ruurlo.
Luitjes was getrouwd met Elske Willemsen. Hij overleed op 4 januari 1838 onverwachts op 78-jarige leeftijd in zijn woonplaats Ruurlo. Hij werd als burgemeester van Ruurlo opgevolgd door zijn schoonzoon Wilhelm Hermannus Kerkhoven, die bijna vijftig jaar deze functie vervulde.